# すごいエリザベス
すごいエリザベスは、東京都出身の日本の構成作家。通称「すごえり」「ザベ子さん。」。テレビなどのクレジットは「菅生絵里（すごう・えり）」名義。

## 人物
東京都出身で、大学卒業後にアルバイトをしながら劇団の養成所などでレッスンを受け、ラジオ局にデスクとして2年半勤めたが、現場で活躍する放送作家を見て「これなら自分でもできるのではないか」と放送作家を目指す。

## 雑記
パーソナリティの横で喋るディレクターや作家の存在が当時から気になっており、それが目標である。現在はテレビ、ラジオ、Ustreamの出演や企画、お笑いライブ、イベントの手伝いなどを行う。飽きっぽい性格だが長くGLAYのTAKUROのファンで、「一緒に仕事ができたらこの業界辞めてもいいです」と語り、ライブに訪れて「Tシャツを買うのはリスペクトの証」として毎回Tシャツを購入する。
ストレスが溜まった時は、入浴中に、中島みゆきの「時代」や「糸」をよく熱唱する。
赤坂トップスのお菓子が好き。
2021年1月現在、ツイッターのフォロワー数は333人。

## 担当・出演番組
- BAY SIDE FREEWAY （bayfm） ※構成
- 渋谷のラジオ 毎週木曜15:00-18:00ごろ　※パーソナリティ
- デザインフェスタのアート通信 （ニコニコ生放送）※構成

## リンク
- 本人Instagram（@sugoeli_works）[リンク切れ]
- 本人Twitter（https://twitter.com/zabesu_san）

| スタブアイコン | サブスタブ | この項目は、まだ閲覧者の調べものの参照としては役立たない、文人（小説家・詩人・歌人・俳人・作詞家・作家・放送作家・随筆家（コラムニスト）・文芸評論家）に関連した書きかけの項目です。この項目を加筆・訂正などしてくださる協力者を求めています（P:文学/PJ:作家）。 |